# Клевень (река)
Кле́вень или Клеве́нь (Клевен, Клевин; укр. Клевень) — река в Брянской и Курской областях России и в Сумской области Украины. Правый приток Сейма (бассейн Днепра).
Длина 113 км, площадь бассейна 2660 км². Уклон реки 0,5 м/км. Долина в верховьях V-образная, ширина от 2-2,5 до 3,5-4 км. Пойма двусторонняя, местами заболочена, её ширина 1-1,5 км. Русло умеренно извилистое и на отдельных участках канализировано. Ширина реки увеличивается от 3-15 м (в верховьях) до 30 м (в низовьях), глубина 1,5-2,5 м. Питание снеговое и дождевое. Замерзает в начале декабря, вскрывается в начале апреля. Перед ледоставом бывают ледовые образования. На Клевени построено 11 шлюзов-регуляторов в долине, которые образуют мелиоративную систему «Клевень».
Река берёт начало недалеко от хутора Хинельский, на территории России (Брянская область). Течёт сначала на юг, дальше — преимущественно на юго-запад (местами — на юг). Впадает в Сейм у южной окраины села Камень.
В верхнем течении по реке проходит российско-украинская граница. В верхнем течении реку пересекает автомобильная дорога М3.
Основные притоки: Локня, Эсмань (правые), Обеста, Берюшка (левые).